# GameRankings
GameRankings — англоязычный агрегатор рецензий компьютерных игр. Его основная функция заключалась в отслеживании рецензий на компьютерные игры с других сайтов, и, при помощи их комбинирования, публикация среднего рейтинга для каждой игры. Похожую систему используют сайты Metacritic, GameStats и Rotten Tomatoes.
К моменту закрытия содержал более 315 000 статей, относящихся к более чем 14 500 видеоиграм.

## Обзоры
На сайте GameRankings собирались ссылки на обзоры, опубликованные на других сайтах и в журналах, и высчитывалась средняя оценка. Хотя страницы игр могли содержать сотни ссылок на рецензии из различных европейских и американских источников, при подсчёте средней оценки использовались только издания, которые считались на сайте значимыми. Чтобы вывод средней оценки был возможен, все отзывы приводились к процентной оценке. Когда игра набирала шесть отзывов, она попадала в рейтинг лучших игр, а также в рейтинг игр конкретной платформы.
На момент закрытия в декабре 2019 года, семь игр получили оценку в 97 % или выше:Super Mario Galaxy, The Legend of Zelda: Ocarina of Time, Super Mario Odyssey, Super Mario Galaxy 2, The Legend of Zelda: Breath of the Wild, Grand Theft Auto IV и Grand Theft Auto V.

## Закрытие
В декабре 2019 года основатели сайта объявили о закрытии GameRankings спустя 20 лет работы. Сайт официально прекратил своё существование 9 декабря 2019 года. После закрытия ссылки на GameRankings перенаправляются на дочерний сайт Metacritic.